# 松本薫 (柔道)
松本 薫（まつもと かおり、1987年9月11日 - ）は、日本の女子柔道家。帝京大学法学部卒業。組み手は右組み。得意技は袖釣込腰、小外刈、寝技。兄弟は兄と姉2人と弟がいる。愛称は野獣。2016年結婚。本人も夫も結婚前の苗字は松本である。

## 経歴

### 2007年まで
石川県金沢市の出身。兄弟が既に柔道を始めていたこともあり、親の勧めで6歳になる直前に岩井柔道塾で柔道を習い始めた。道場では毎日、夕方の5時から夜の10時まで5時間、夏休みは12時間も練習していた。指導者の岩井克良によれば、味噌蔵町小学校時代の松本は「表情がないし口数が少ない。黙って黙々とやるタイプで、勝ったって喜ばないで淡々としていた」。団体戦では10kg以上重い男子相手にも巧みな間合いで対等に渡り合う引き分け要員として活躍した。一方で、岩井柔道塾では週1回レスリングの練習も取り入れていた影響もあってか、レスリングスタイルに似た前傾の構えをこの当時に身に付けた。柔道の大会以外にレスリングの全国少年少女レスリング選手権大会にも出場すると、2年生の時に22kg級で2位、3年生の時には24kg級で3位、4年生の時には27kg級に出場して3位を記録している。レスリングを受け持っていた指導者はそれほど厳しくなく、また楽しかったので、この当時は柔道よりもレスリングの方に好感を抱いていた。一方で柔道の練習はきついだけで試合に勝ちたいと言う気持ちも湧かず、憂鬱な気分になるばかりだったためできることなら辞めたかったが、厳格な指導者を恐れるあまり辞めたいとはどうしても口に出せなかった。なお、小学校の卒業文集では将来アイスクリーム屋かケーキ屋になりたいと書いたものの、担任に柔道について書けと言われて却下された。
走ることが大好きで小学校のマラソン大会では毎回トップだったため、兼六中学校へ入学したら陸上部に入りたかったが、道場があったために帰宅部を余儀なくされた。2年の時には全国中学校柔道大会44kg級で3位に入るも、その時1つ年上の姉である松本明子が48kg級で優勝したのに発奮して、翌年の全国中学校柔道大会では2階級上の52kg級に出場して、優勝を果たした。
これ以上道場との関わり合いを避けたかったため、高校は金沢から上京して藤村女子高校に進学した。高校1年の3月に全国高校選手権の52kg級に出場するが、3回戦で埼玉栄高校2年の三木千尋に有効を取られて敗れた。高校2年になると57kg級に階級を上げた。8月にはインターハイに出場して決勝まで進むと、道場の1年先輩でその年の世界ジュニアで優勝することにもなる津幡高校3年の広村麻衣を判定(3-0)で破って優勝した。
しかし、三井住友海上と合同で練習する藤村女子高校の練習方法が肌に合わず、また、東京の生活が馴染めなかったこともあり、高校2年の10月には郷里の金沢学院東高校に転校することとなった。しかし実際のところは、柔道への情熱を持ち合わせていなかったので遊んでばかりいて、練習もさぼりがちになったため、追い出されたのだという。これを契機に柔道もきっぱり辞めるつもりだった。しかし、柔道の練習がつらくて帰郷したと勘違いしていた姉からやさしい言葉を掛けられたことで、今さら柔道を辞めても自分には何も残らない、中途半端で終わらせてはいけないと思い至って、それからは心を入れ替えて柔道にも自発的に取り組むようになった。高校を途中で変更したため、高校3年の時は全国高等学校体育連盟の規約でインターハイには出場できなかったものの、9月の全日本ジュニアでは、決勝で大阪工大高校1年の牧志津香を横四方固で破ったのをはじめ、オール一本勝ちして優勝を果たした。一方で、高校2年の1月には初めてのシニアの国際大会となるブルガリア国際に出場すると、準決勝でオーストリアのサブリナ・フィルツモザーに腕挫十字固で敗れるが3位となった。高校3年の8月にはドイツジュニア国際に出場して、決勝で地元ドイツの選手を破って優勝した。
一度上京しながら郷里に戻ってしまったこともあり、大学進学にあたっては地元の短大に進んで栄養士の資格を取得することも考えたものの、環境の整った帝京大学で柔道に取り組みたいという気持ちが上回ったことで2006年4月には同大学への進学を果たし、国会議員の谷亮子を輩出したことでも有名な同大学柔道部の一員となった。1年の8月にはドイツジュニア国際に出場するが、準々決勝でブラジルのケトレイン・クアドロスに敗れて3位にとどまり、2連覇はならなかった。9月の全日本ジュニア決勝では筑波大学1年の藤田康恵を指導1で破って2連覇を達成して、世界ジュニア代表に選ばれた。10月の世界ジュニアでは初戦でスロベニアのタイダ・ケティスと対戦して、GSに入ってから相手の頭が鼻を直撃したことにより骨折が疑われるくらいの出血となった。止血を施して柔道衣を取替え試合再開となったが、再び出血したところ、審判団が合議の上、治療に時間がかかるのみならず、また出血すると危険だからという理由で棄権負けを言い渡した。この裁定に抗議したものの受け入れられなかった。その後は気力を振り絞って3位決定戦まで進むが、そこでハンガリーのドラ・ヘゲダスに腕挫十字固で敗れて5位に終わった。
2007年に入ると、2月のベルギー国際では準決勝で元世界チャンピオンであるキューバのユリスレイディス・ルペティに効果で敗れて3位だった。2年になると、6月の優勝大会では決勝で東海大学と対戦して藤川美紗を縦四方固で破るもチームは2位にとどまった。10月の学生体重別では2回戦で山梨学院大学3年の高部由美に敗れるも、11月の講道館杯では決勝で牧志津香から効果を取って優勢勝して、シニアの全国大会で初優勝を果たした。これが評価されて12月の嘉納杯に出場するも、3回戦でハンガリーのバツコー・ベルナデットに掬投で敗れるが、3位決定戦ではこの階級で長きにわたって活躍してきた元オリンピック及び世界チャンピオンであるスペインのイサベル・フェルナンデスを判定(3-0)で破って3位になった。

### 2008年
2008年に入ると、2月にはドイツ国際に出場するが、2回戦でルーマニアのコリーナ・カプリオリウに小外刈であっけなく敗れた。この試合後の国際合同合宿での練習を通して、本格的な外国選手対策の必要性を自覚するに至った。
3年になると、4月の選抜体重別決勝では、世界選手権3位である了徳寺学園職員の佐藤愛子をGSの末に判定(3-0)で破り優勝するが、佐藤に較べて実績の点で及ばないこともあってか、北京オリンピック代表には選ばれなかった。その後アジア選手権に出場して、決勝で地元韓国の姜信英に指導1で優勢勝ちして優勝した。
5月には優勝大会の東京予選に出場するが、東海大学との決勝で広村麻衣に反則の対象となる立ち姿勢から一挙に身体を捨てる腕挫腋固を掛けられたことにより、試合そのものは反則勝ちになったものの、右肘を骨折して翌月の優勝大会には出場できなかった。
10月には東京で開催された世界団体に出場して、決勝のフランス戦では2月の合宿の際に何度も投げられたというサラ・ロコを崩上四方固で破ったのをはじめ、3試合オール一本勝ちを果たして、日本の団体優勝に貢献した。
翌週開催された学生体重別では、決勝で日本大学4年の粟野壽子にGSの末判定(3-0)で勝って学生チャンピオンになった。さらに12月の嘉納杯では、準決勝でロコに指導2を取って優勢勝ちすると、決勝では大学の4年先輩で了徳寺学園職員の宮本樹理から大外刈で技ありを取って破り、優勝を果たした。

### 2009年
2月のグランドスラム・パリの2回戦で、今まで日本の選手がなかなか勝てなかったルペティに対して、1991年の世界選手権86kg級決勝で岡田弘隆がきめたような非常に豪快で力強い小内刈で一本勝ちすると、3回戦でも世界選手権2位で52kg級から階級を上げたポルトガルのテルマ・モンテイロを判定で破るも、準決勝でギリシャのユリエッタ・ブクバラに払腰を返されて技ありを取られて敗れ、3位にとどまった。
翌週のワールドカップ・ウィーンでは、準決勝でオリンピックチャンピオンであるイタリアのジュリア・クインタバレに指導2で優勢勝ちすると、決勝でも帝京大学の3年先輩であるコマツの宇高菜絵に隅返で技ありを取って優勢勝ちを収めて優勝を果たした。さらに翌週のグランプリ・ハンブルクにも出場したが、準決勝でモンテイロに朽木倒で一本負けして3位に終わった。このヨーロッパ遠征では3連戦をこなして、3位、優勝、3位とまずまずの成績を残した。しかし、本人は3連勝できなかったことに大きな不満を抱いた。
4月の体重別では準決勝で三井住友海上の徳久瞳を袖釣込腰で一本勝ち、決勝でも宇高菜絵を判定(3-0)で破り、今大会2連覇を達成して世界選手権代表に選ばれた。5月にはグランドスラム・モスクワにも出場して、準決勝ではモンテイロをGSの末判定(3-0)で破ると、決勝でもハンガリーのヘドヴィグ・カラカスから小外掛で有効を取って優勢勝ちして優勝した。6月の全日本学生優勝大会では、5戦4勝1分けの大活躍で帝京大学の優勝に大きく貢献した。
優勝候補として臨んだ8月の世界選手権では、初戦を指導2勝ち、3回戦を袖釣込腰で一本勝ちするが、準々決勝では世界ジュニアチャンピオンであるブラジルのラファエラ・シルバ相手に指導2を取って優勢に試合を進めながら、ラスト30秒くらいのところで釣り手を取りにいった時に右手の甲を負傷して、釣り手がほとんど使えなくなるも、何とか優勢勝ちした。その後、準決勝ではフランスのモルガネ・リボーと対戦するが、右釣り手が相手の柔道衣を掴めないため試合にならず、大腰で一本負けした。
3位決定戦にも出場するが、やはりこの状況では試合にならず、カラカスに掬い投げで一本負けして5位に終わった。
帰国した後に検査を受けると、世界選手権で負傷した右手の甲は骨折していたことが判明した。
まだ怪我も完治していないなか出場した11月の講道館杯では、準決勝で佐藤愛子にGSまでもつれこむが払腰で有効を取って勝つものの、決勝では宇高菜絵に終了間際の豪快な大外刈で一本負けして2位に終わった。12月のグランドスラム・東京では準決勝で佐藤愛子をGSの末判定(3-0)で破るが、決勝では徳久瞳に開始早々、内股で技ありを取られ指導2まで取って反撃するものの、結局優勢負けして2位に終わった。

### 2010年
1月、世界ランキングの上位16名が集まるワールドマスターズに出場して、準々決勝で昨年のグランドスラム・パリで敗れたブクバラを小内巻込、準決勝では世界選手権で敗れたカラカスに上四方固でそれぞれ一本勝ちすると、決勝でも講道館杯で敗れた宇高菜絵を指導2で破って優勝を成し遂げて、年間王者決定戦とも言えるこの大会を制した。
2月のグランドスラム・パリでは、準決勝でカラカスをGSに入ってから浮腰の技ありで破ると、決勝では世界選手権で敗れた地元の世界チャンピオンであるリボー相手に優勢に試合を進めて、試合半ばに腕挫十字固で一本勝ちして優勝した。
続くグランプリ・デュッセルドルフでも、準決勝でグランドスラム・東京で敗れた徳久瞳に合技で一本勝ち、さらに決勝ではモンテイロから指導2を取って優勢に試合を進めて、残り30秒ほどのところで送襟絞で一本勝ちするなど、オール一本勝ちで優勝を果たした。3月には帝京大学を卒業した。
4月からは元世界チャンピオンの津沢寿志が監督を務めるフォーリーフジャパンの所属となった。体重別では準決勝で佐藤愛子から払腰で有効を取って優勢勝ちするが、決勝では昨年に続いての対戦となった宇高菜絵に対して、指導1でリードするものの中盤に小外掛で一本負けを喫して体重別3連覇はならなかった。しかし、世界選手権代表には選出された。
5月にはグランドスラム・リオに出場して、最初の3試合は一本勝ち、準決勝ではフィルツモザーを指導2で破ると、決勝ではグランプリデュッセルドルフに続く対戦となったモンテイロ相手に先に指導を取られるが、後半は攻勢に出て指導2を取り返して優勢勝ちで優勝を果たした。
6月の実業団体ではフォーリーフジャパンの2部優勝に貢献したものの、準決勝でJR東日本の上原円に小外刈で技ありを取られ敗れて、トータル3勝1敗の成績となった。
9月11日の世界選手権では初戦から3回戦までの3試合を一本勝ちすると、準々決勝ではルペティにやや苦戦するも払腰を返して有効を奪い優勢勝ち、準決勝ではカプリオリウを開始早々の横四方固めで破り、決勝では今年3度目の対戦となったモンテイロ相手にGSの末に小外刈一本で破って優勝、57kg級で日本初の金メダルをもたらした。また、このメダルは世界選手権における日本代表100個目の記念すべき金メダルであり、しかもこの日は自身23回目の誕生日でもあった。
11月のアジア大会では、準決勝で北朝鮮の林妍姫を小外刈の有効で破ると、決勝でも韓国の金ジャンディから終盤に小外刈で有効を奪って優勢勝ちして優勝を果たした。
12月にはグランドスラム・東京に出場して、準々決勝で佐藤愛子にGSの末に2-1の判定で辛勝すると、準決勝では台湾の連珍羚をGSにおいて崩上四方固で破り、決勝では63kg級から階級を下げてきた自衛隊体育学校の平井希と対戦すると、3戦連続でGSまでもつれこむものの、横四方固で一本勝ちを収めて優勝を果たした。また、今大会を放映したテレビ東京からは「美しき野獣」と形容された。
これで2010年は世界選手権をはじめ、出場した国際大会7大会全てで優勝を果たして、総計34連勝を記録することとなった。また、今大会で優勝したことにより、三井住友海上の中村美里に続いてグランドスラム大会を全制覇した2人目の選手となった(2008年にこの大会の前身である嘉納杯に優勝しているが、2009年にIJFワールド柔道ツアーが始まって、この大会がグランドスラム大会と新たに位置付けられて以降での優勝は今回が初めてとなる)。

### 2011年
2011年になると、1月にはワールドマスターズに出場して、初戦から順当に勝ち上がり、準決勝でスペインのコンチ・ベロリンに横四方固で一本勝ちしたが、決勝ではモンテイロに背負い投げで技有り、さらに終了間際にも朽木倒で有効を取られて敗れた。これで国際大会での優勝は7大会連続優勝でストップすることになった。また、国際大会での連勝記録は37、対外国選手の連勝記録も35でストップした。
2月にはグランプリ・デュッセルドルフに出場して、準々決勝ではアゼルバイジャンのキファヤト・ガシモワに開始すぐ大腰で有効を取られるが、大外刈で有効を取り返した後にすかさず袈裟固に入って逆転の一本勝ちを収めると、準決勝ではカプリオリウに小外刈で技有りと有効を取り快勝するが、決勝ではシルバに小外刈を隅落で切り替えされて技有りを取られ2位に終わった。
4月には体重別に出場して、準決勝でコマツの岩田千絵を小外刈の有効で破ると、決勝では平井希から指導2を取って優勢勝ちして、今大会2年ぶり3度目の優勝を飾った。そして世界選手権代表に選ばれた。
5月には実業団体2部に出場して、準決勝で日光警備柔道部の石井明菜に袖釣込腰で一本勝ちすると、決勝では昨年敗れたJR東日本の上原円から指導1を取るものの、大会の規定上引き分けとなったが、フォーリーフジャパンの3連覇に貢献した。
8月にパリで開催された世界選手権では、1回戦でブラジルのクアドロスに小外刈で技ありと有効を取って優勢勝ち、2回戦でセネガルのホルタンス・ディエディオウを横四方固、3回戦でドイツのマーレン・ハインを同じく横四方固、準々決勝でスペインのフェルナンデスに棄権勝ちするが、準決勝では佐藤相手に先に大外刈で有効を取りながら、終盤に体落で技ありを取られ、さらに袈裟固めで抑え込まれて合技の一本負けを喫した。佐藤とは6度目の対戦にして初めて敗れた。3位決定戦ではドイツのミリアム・ローパーに小外刈と横四方固の合技で一本勝ちして3位となった。続く世界団体では、決勝には出場しなかったものの、初戦と準決勝に出場して勝利するが、チームは2位にとどまった。
11月には講道館杯に出場して準決勝までオール一本勝ちで勝ち進むが、決勝で大学の1年後輩であるコマツの石川慈に内股と後袈裟固の合技による一本負けを喫して2位に終わった。
12月のグランドスラム・東京では初戦から順調に勝ち上がり、準決勝でも今年のグランプリ・デュッセルドルフ決勝で敗れたシルバを横四方固で一本勝ちして雪辱を果たすと、決勝ではパリ世界選手権準決勝で敗れた佐藤愛子から指導1を取るなどして優勢に試合を進め、GSに入ると佐藤の背負投を返して浮落で有効を奪って今大会2連覇を達成した。

### 2012年
2012年1月には ワールドマスターズに出場して、準々決勝ではクインタバレに先に払巻込で技ありを取られるが、小外刈で逆転の一本勝ちをすると、準決勝ではシルバに上四方固で一本勝ち、決勝ではモンテイロを横四方固で一旦は抑え込むも途中で解けてポイントにならずも、その後、送襟絞で一本勝ちして昨年の決勝で敗れた雪辱を果たすとともに、今大会2年ぶり2度目の優勝を飾った。
2月にはグランプリ・デュッセルドルフに出場して、準々決勝までの3試合を一本勝ちするも、準決勝ではモンゴルのドルジスレン・スミヤにGSに入ってから指導2を取って優勢勝すると、決勝では桐蔭学園高校2年の山本杏を指導2で破って、今大会2年ぶり2度目の優勝を飾った。
5月の体重別では、決勝で宇高に延長戦に入ってから大外返で有効を取られて敗れるが、オリンピック代表を争っていたライバルの佐藤が初戦で敗れたことや、国際大会での実績が評価されて、ロンドンオリンピック代表に選ばれた。

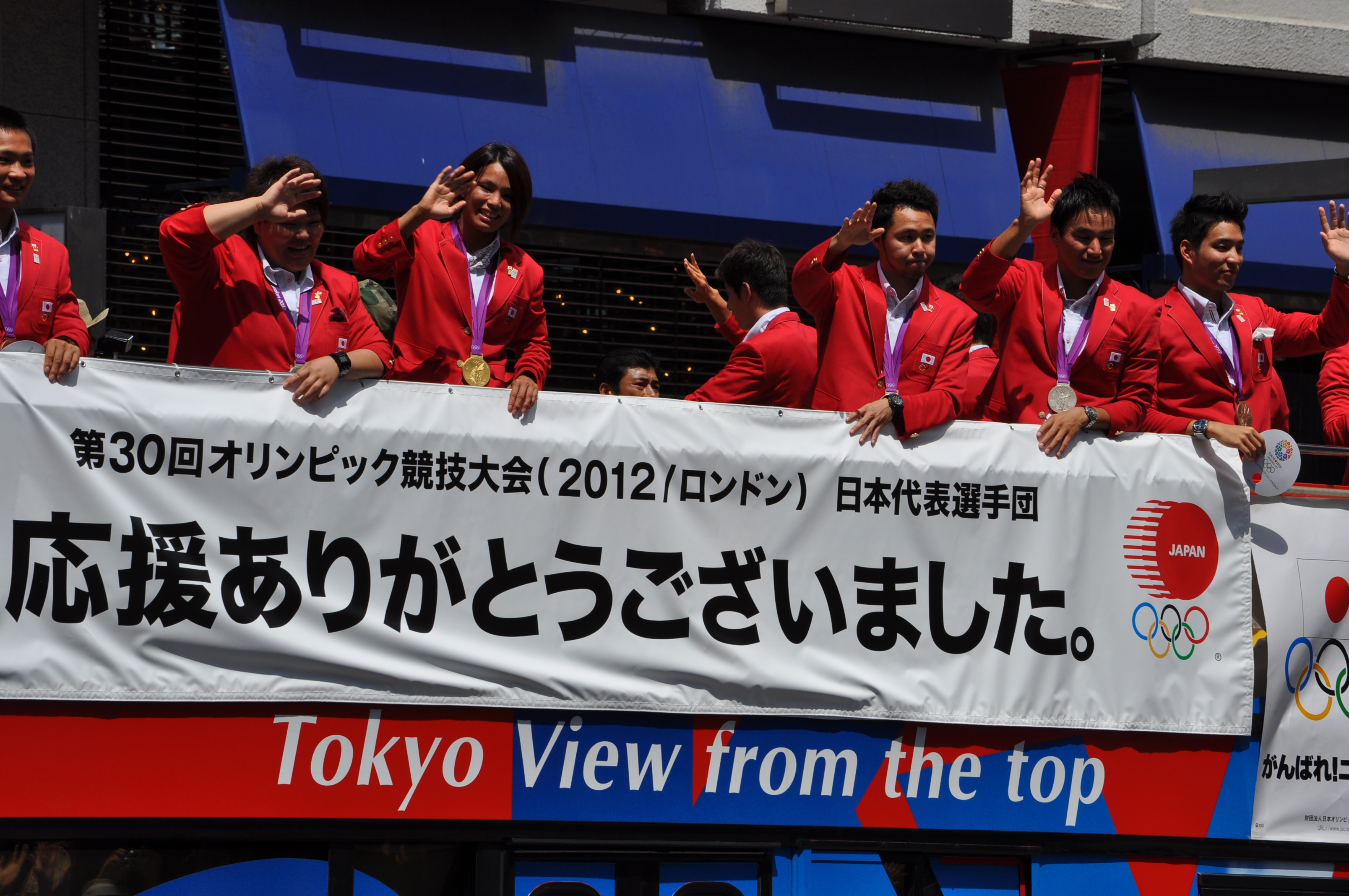
オリンピック凱旋パレードの松本薫（左から3人目が松本、2012年8月19日撮影）

7月のロンドンオリンピックには世界ランキング1位で臨んだ。その初戦ではスロベニアのベスナ・ジュキッチを大外刈の技あり、2回戦でアゼルバイジャンのガシモワを小外刈の技あり、準々決勝でイタリアのクインタバレを同じく小外刈の技あり、準決勝ではフランスのパヴィアをGSに入ってからの大外刈の有効でそれぞれ下した。決勝戦ではルーマニアのコリーナ・カプリオリウとの対戦となるが、本戦では決着付かずGSに入るとカプリオリウが松本の足を内側から引っ掛けた。この技は柔道において反則負けの対象となる河津掛けに該当するため、松本が反則勝ちを収めることになった。この勝利により、今大会に於ける日本選手団の金メダル第1号ともなった。また、結果として今大会男女合わせて唯一の日本柔道の金メダリストとなった。今回の優勝により、オリンピック、世界選手権、ワールドマスターズ及び全てのグランドスラム大会を完全制覇した最初の選手となった。また、石川県出身の人物が個人種目で金メダルを獲得したのはこれが史上初である。
9月10日には地元の石川県から松井秀喜以来二人目の県民栄誉賞を受賞することとなった。さらに、午後からは金沢市内で凱旋パレードを行った。10月5日には東京都にゆかりのある選手として東京都栄誉賞・都民スポーツ大賞を受賞したが、その際に都知事の石原慎太郎は次のように語った。「あなたの試合をテレビで見てオオカミ少女かと思ったけど、こうしてみると美人だね」「あれぐらい闘志を見せなきゃダメ。日本人もああいう顔を見せなきゃいけない」。
10月25日には秋の園遊会に招待され、女子レスリングの55kg級でオリンピック3連覇を達成した吉田沙保里と振袖姿で出席した。
11月には紫綬褒章を受章した。
また、11月にはグランドスラム・東京に出場予定だったが、右腕の手術を施したために欠場することになった。実戦復帰は来年の体重別を予定している。
12月に強化合宿に参加した際には、来年から試験導入される帯から下に触れることの全面禁止や、組み合うことが奨励される新ルールに関して尋ねられると、「両手で組み手を切ることが出来ないのが厳しいが、対策は3つほど考えていて、練習でも意識して取り組んでいる」「相手がちゃんと組んでくれれば私の反応も変わるから大丈夫」と語った。

### 2013年
2013年1月には全柔連による「感謝のつどい」が開かれて、2012年度の最優秀女子選手に選ばれた。
3月6日には2020年夏季オリンピック招致を目指す東京の調査をするために来日した国際オリンピック委員会評価委員会を歓待するための、首相の安倍晋三主催による東京オリンピック開催50周年記念夕食会が迎賓館赤坂離宮において行われたが、ロンドンオリンピック体操個人総合金メダリストである内村航平や女子レスリング55kg級オリンピック3連覇の吉田沙保里らとともに、その席に招かれることになった。
3月8日には東京運動記者クラブ柔道分科会によって2012年度の記者クラブ賞が贈られることに決まった。
3月20日には右肘を手術した影響による調整不足で5月の体重別への出場を断念することが決まった。これにより、今年の世界選手権代表から外れることになった。
3月25日には新たに南條充寿が監督となった全日本代表チームにおける初めての強化合宿に参加したが、その際に「合宿の雰囲気が今までと変わった」と述べるとともに「今までは先生方が責任を持ってくれていたのが、一人一人が責任を持つようになってきた」と語った。
4月から所属先であるフォーリーフジャパン柔道部の監督が中橋治美に代わった。監督だった津沢は師範となった。
8月には約1年1ヶ月ぶりの試合となる実業選手権に出場するが、準決勝で三井住友の玉置桃に小外刈で有効を取られて3位にとどまり、復帰戦を優勝で飾ることは出来なかった。試合後のインタビューでは、「子供たちに夢を与えるのが自分の役目」「これでもうチャンピオンじゃないから楽になる。松本薫はまた、ここから始まります」と新たに決意を語った。
11月には講道館杯に出場すると、準決勝で石川を袖釣込腰、決勝では宇高を指導2で破り、6年ぶり2度目の優勝を飾った。今大会は「本能のままに野生のカンだけで戦った」ものの、今後は「野性のカンだけだと、理性を失う。野性の勘と人間の勘、半分半分」が理想の形だとコメントした。
しかし講道館杯後の練習で、右肩の亜脱臼と右太もも裏を肉離れして、グランドスラム・東京2013への出場を見合わせることになった。
12月には強化合宿に参加すると、ケガは「もう問題ない」と積極的に稽古を行った。「この1年は自分が求めている柔道が明確になった」と、これからも理想とする一本柔道を追い求めることを強調した。

### 2014年
2014年2月には、ロンドンオリンピック以来約1年半ぶりの国際大会となるグランプリ・デュッセルドルフに出場すると、決勝でドルジスレンを指導2で破り、今大会2年ぶり3度目の優勝を飾った。試合をしたことで「かなり感覚が戻ってきた」という。また、今年から女子の試合が5分から4分に変更された点に関して、「私は攻める柔道だから、4分間なら全てを出し切れる」と肯定的に語った。
4月の選抜体重別では大会1週間前にインフルエンザに罹患したことも影響してか、初戦でコマツの大友真貴子に一本背負投で敗れた。試合後、「勝たなきゃという気持ちが強すぎた。野性の勘というか、反応が遅れた」「ここで勝って、もう一度、世界の頂点に立ちたかった。こういう結果になって情けない」と敗戦の弁を語った
。その後、2月にグランプリデュッセルドルフを優勝した時の内容がロンドンオリンピックで優勝した時の内容に近いとの首脳陣による判断から、世界選手権代表の2枠目に追加で選出されることになった
。
6月のグランプリ・ブダペストでは、決勝でフランスのエレーヌ・ルスボーを大内返の技ありで破って優勝を飾った。この際に、世界選手権に向けて「投げ技系の新技がある。本番で見せたい」と語った。この新技は「くるりんぱ」と名付けられた。内股の一種だが、通常のように相手を引き出して投げるのではなく、相手が寄ってきた勢いを利用して遠心力で投げる技だという。また、現在の状態については「余裕ができた。自分がどういう状態かを自分で感じられている」「悟りですかね」と、野性の勘だけではない新たな境地に達したことをアピールした。
8月の最終合宿の際には、ライバルの宇高や63kg級代表の田代未来などとともに烈車戦隊トッキュウジャーのお面を買い揃えて、「柔道戦隊柔レンジャー」の結成を宣言した。世界選手権で勝ったら、表彰式でお面を付けて登場するとまで宣言した。しかしながら世界選手権では、2回戦でアメリカのマルティ・マロイに開始24秒で腕挫十字固を極められてよもやの敗戦となった。なお、松本が自身のトレードマークとも言うべき得意の寝技で外国選手に敗れたのは、2006年の世界ジュニア以来8年ぶりのこととなった。本人は今回の敗戦に関して、「今までは『勝ちたい』だったが、今回は勝たないといけないという気持ち。そうなることで技が出なかった」「初めて怖さを感じた」と語った。後にこの試合に関して、「立ち技から寝技に移る時に審判を見てしまう悪い癖が出た」のが敗因だったと振り返った。この試合で腕の靭帯を伸ばす負傷もしていることから、今後長期の休養を取る可能性もあるとしている。
しかしながら、12月のグランドスラム・東京には「最初からこの大会に出ないという決断はなかった」として、いまだに右肘の靱帯が伸びた状態でありながらもあえて出場することになった。この際に、「世界選手権では勝たなきゃいけない、野獣にならなきゃいけないと決めつけていた。もっと自然体でいく」と語り、再出発を誓った。そのグランドスラム・東京では準決勝でコマツの芳田司を指導1で破ると、決勝ではモンテイロを横四方固で破って今大会3年ぶりの優勝を飾った。

### 2015年
2015年2月にはヨーロッパオープン・オーバーヴァルトに出場すると、決勝でルスボーを袖釣込腰の技ありで破って優勝を飾った。3月いっぱいでフォーリーフジャパンの柔道部が廃部となったことに伴い、4月からはベネシードが新たに設けた柔道部に、師範の津沢及び監督の中橋とともに移ることになった。
賞味期限切れの卵をよく熱せずに食して食中毒にかかり、そこから回復して間もない時期に出場した4月の体重別では、決勝で国士舘大学3年の山本杏をGSに入ってから指導1で破り、4年ぶり4度目の優勝を飾った。これにより、世界選手権代表に選ばれた。
5月にはワールドマスターズに出場するものの、初戦でフィルツモザーに有効で敗れた。「調整不足。次はポカしないように」と反省の弁を語った。また、リオデジャネイロオリンピックを最後に現役を引退する意向であることを明らかにした。
7月には「実戦感覚を養うために、試合を重ねたかった」として予定外だったグランプリ・ウランバートルに出場するが、準決勝で地元のドルジスレンにGS開始早々に有効を取られて敗れた。3位決定戦ではフィルツモザーと対戦して技ありを先取されるも、崩上四方固で逆転勝ちして3位になった。以前から抱いていたものの、最近は試合中でも「なぜ柔道をしているのか？　戦っているのか？」と思案を巡らすあまりその疑問を隠しきれなくなり、試合でも苦戦が続くことになった。しかし、今大会の3位決定戦で技ありを先取された時に「負けたいのか、勝ちたいのか」と自問したところ、「やっぱり勝ちたいですよね。本能なんでしょうね」と素直に勝ちたいという気持ちが出てきた。すると、それまでの蟠りが吹き飛び、逆転勝ちを収めた。結論として辿り着いたのが、「答えはないという答え」だった。「なぜ私は人間なのかと思っても、答えは出ないですよね。一生解決しない。柔道をやめたら分かるのかな」。
一方、ロンドンオリンピック後は大技狙いの柔道に色気を見せていた時期もあったが、これからは泥臭く、粘り強く、低重心で相手を足技で追い詰めて「狩る」といった本来得意にしていた柔道スタイルに戻すという。
その後の所属先の世界選手権壮行会では、「最近は本当に柔道しかやっていなかったので、日本語をしゃべっていなかった…。意味が分からなかったらほっといてください」とコメントした。続いて、「今年の世界選手権、私は勝ちにいきます。金メダルを取りにいきます！」と決意を語った。
8月の世界選手権では準々決勝で世界ランク3位のドルジスレンを有効で破ると、準決勝ではパヴィアに指導1で優勢勝ち、決勝ではカプリオリウに小外刈の技ありで勝利して、5年ぶり2度目の世界選手権優勝を飾ることになった。オリンピックの金メダリストのみに着用が許される背中の金文字のゼッケンがプレッシャーになったこともあったが、今回は目の前の相手だけを見ればよいと吹っ切ることができたという。また、「勝つのは当たり前なんで」と述べると、ロンドンオリンピックの頃に比べて「今の方が強いです」とも語った。12月のグランドスラム・東京では2回戦でシルバと対戦すると、有効を先取しながら飛びついての腕挫十字固で一本負けを喫してメダルも取れずに終わった。試合後には、「気持ちをつくり切れていないままだった。何を考えてもネガティブになっていた」「飛びつき腕十字は頭になかった。悔しい気持ちでいっぱい」とコメントした。その後のインタビューでは、「今年はいろんなことを疑って、いろいろ試して、世界選手権で集中できた」として、今年の漢字に「疑」を選んだ。続けて、「来年の漢字は“念”です。ロンドン以降、積み重ねてきたものをつなぎ合わせて（勝利を）念じていい年だと思っている」と語った。

### 2016年
2016年1月にはオリンピックへ向けた意気込みを尋ねられると、「ことしの目標は五輪2連覇。いかに平常心で自分を信じることができるか。挑戦していきたい」と述べた。
風邪で体調が良くない中で迎えた2月のグランプリ・デュッセルドルフでは、準々決勝でシルバを指導1で破ると、準決勝で金ジャンディを崩袈裟固、決勝でもルスボーを同じく崩袈裟固で破って、今大会2年ぶり4度目の優勝を飾った。試合後には、「今回は寝技がすごく充実していた。ここで勝てたということは自分でも評価したい」と語った。
4月の選抜体重別では準決勝で大学の後輩の石川に横返しからの横四方固で敗れた。この敗戦に関しては、寝技の攻防で上から石川を攻めていたら審判の『待て』の声が聞こえたので力を緩めたところを、構わず攻めてきた相手に抑え込まれてしまったと説明した。また、本人は抑え込まれている最中に主審に向けて右手を突き出して、「待てって言いましたよね？」とも訴える挙に出た。試合後のインタビューでは憤懣遣る方無い表情で、これからは相手の動きが止まるまで動きを決して止めないようにすると語った。さらには、畳の上の選手は主審の声しか聞こえないにもかかわらず、主審が場外のジュリーや副審の指示に頼って主体性を十分に打ち出せず、容易に判断を変える現行のジュリー制度をも批判した。これに対して審判委員長の西田孝宏は、「本人の勘違いです」、審判副委員長の大迫明伸も「ビデオで確認したところ、審判の口は動いていない」とそれぞれ指摘すると、この試合を受け持った女性審判も、「私は待てと言っていませんし、手も動かしていません。松本選手の勘違いだと思います」と反論した。所属するベネシード柔道部監督の中橋がこの試合をVTRで確認したところ、『待て』の声は観客席から発せられたものだと確認されて、結局松本の勘違いであることが判明した。その後、松本自身も「審判の方に抗議して申し訳ありませんでした。自分の勘違いで観客席からの声だった。最後まで試合に集中してなかったということ」と、自らの非を認めて反省の弁を述べた。この1件に関して、オリンピックの本番では絶対にしてはならない勘違いであり、今後に向けての教訓にすべきだとの意見も出された。結果として今大会は3位にとどまったものの、国際大会の実績などでリオデジャネイロオリンピック代表には選出された。代表決定後の会見ではオリンピックで印象に残っている場面を聞かれると、「チョー気持ちいい！」のフレーズで有名な「水泳の北村さん…？」と北島康介を北村と間違えるも、「あ、違う、北島さん！」と訂正して周囲を笑わせた。また、｢野獣ではなく、知性を持った野獣で戦いたい。｣とオリンピックへ向けた意気込みを語った。
5月にはワールドマスターズに出場するものの、初戦で今まで5戦全勝していた連珍羚に指導2でリードされると、三角絞めからの崩上四方固で一本負けを喫した。試合後には、「合宿をやり過ぎて疲れてしまっていた。パフォーマンスが落ちていた。勝てる気がしなかった」「今回の反省を生かして、五輪では負けないようにしたい」とコメントした。
6月には地元の金沢で開催された壮行会において、「今回も宣言させていただきます。目標は優勝。2連覇という挑戦に向かってリオの地で一戦一戦、向き合って戦っていきたい」と、オリンピックへ向けた決意を語った。また、この会に出席した金沢にゆかりの深い文部科学大臣(当時)の馳浩が、2020年東京オリンピック招致活動の際に国際柔道連盟会長のマリウス・ビゼールと対話をした時のエピソードを次のように語った。「『日本の柔道選手で誰が好きだ？』と聞いたら『松本だ。彼女はアグレッシブだ』と話していた。柔道の型を守りながらも攻めにいく姿勢を高く評価していた。『絶対、私が一番強いんだ』という気合で頑張ってほしい」。
7月にはスペインのカステイダフェルスで開催された国際合同合宿において、女子代表コーチの谷本歩実が「鳥肌が立つくらいの乱取りをしてました。もう試合ですよ、戦いです。すごいです！」というくらい気合の入った稽古を積んだ。国内の合宿ではまず見せない野獣の顔つきで他の選手を圧倒する存在感を見せ付けたと言う。なお、本人は次のようにコメントした。「しっかり持ちにいく、相手の柔道をやらせないってことが日本柔道の魅力、自分の柔道の魅力であるので、そこを徹底的にやっていきたい」。
8月のリオデジャネイロオリンピックでは初戦となる2回戦でコートジボアールのツォルモン・アディナサンブーをハイジンハロールからの崩上四方固で有効をとった後に横四方固で破ると、準々決勝でパヴィアとGSを含めて8分近い激闘の末、袖釣込腰の技ありで破った。しかし、準決勝では世界ランキング1位であるモンゴルのドルジスレンに開始早々の背負投で一本負けを喫してオリンピック2連覇はならなかった。この一戦に関しては後に、「１回目(の背負投)が効かなかったので大丈夫と思ってしまった。試合中に“大丈夫”なんて絶対にないのに」とコメントした。3位決定戦では台湾の連を小内刈の有効で破って銅メダルは確保した。試合後のインタビューでは、「うれしいのと悔しいのと。甘酸っぱい気持ちです」と語る一方で、「腹の中は煮えくりかえってますよ」。また、試合後にはオリンピックの60kg級で3連覇を達成した野村忠宏と会話を交わしたという。「野村さんに『悔しいです』と言ったら、『いや〜俺、銅獲ったことないから分かんねえや』と言われました。そうだ、この人天才だったんだと思った」。
9月にはオリンピックでの活躍が評価されて県スポーツ特別賞を受賞した。なお、リオデジャネイロオリンピック後には引退するとも語っていたが、とりあえず1年間は休養することになった。2020年東京オリンピックまで現役を続けるかはその後に決めたいという。一方、ロシアのハッカー集団により、世界反ドーピング機関（WADA）が有する医療目的で禁止薬物の使用が認可される「TUE（治療目的の特例措置）」に関する情報がインターネット上に流出した。そのなかには、松本が2007年10月から約1ヶ月の間、炎症を抑制する効果を持つステロイドの一種デキサメタゾンの使用を認可されていた情報が含まれていた。この件に関して日本アンチ・ドーピング機構（JADA）は、「国際基準に基づき与えられた正当なもので、アンチ・ドーピング規則違反には該当しない」「(ハッカー集団の行為は)誤った解釈による混乱が生じることを狙った悪質なもので、一連の対応について強く非難する」とコメントした。
10月には東京オリンピック出場を目指していることを明らかにした。「東京五輪でなければすぐに引退していた。まだ柔道ができる体なのに、それを自分から諦めるのはもったいない。年齢の不安もない」。当面は休養するものの、来年11月の講道館杯から復帰するものとみられている。
また、8年間付き合っている料理人の恋人と結婚することを公表した。すでに9月にはジョブチューン アノ職業のヒミツぶっちゃけます!というテレビ番組においてツバメ似だという恋人の存在を明らかにしていた。
11月1日にはその男性と結婚した。相手の男性は1歳年上で本名は同じ松本だという。4月に相手から「俺には薫しかおらんし、薫には俺しかおらんから結婚してください」とのプロポーズを受けた。なお、東京オリンピックまでに子供ができたら、「ママでも野獣。できなかったら、妻でも野獣でいく」。結婚にはそれ相応の覚悟が必要なので交際から結婚まで8年もかかったという。そのため、浮気されたら離婚することに決めているとも語った。

### 2017年
2017年1月のインタビューでは、東京オリンピックの代表になれる可能性は若手も育っていることから30%ほどだと述べた。その後、妊娠していることを明らかにした。7月には2900gの女児を先月出産したことを公表した。なお、プライバシーの観点から出産日は公表されなかった。産後1ヶ月でトレーニングを再開した。来年8月の実業個人選手権が復帰戦になるという。

### 2018年
2018年6月には出産後初めての試合となる福岡県で開催された実業団体2部に出場すると、2試合を一本勝ちするもチームは準々決勝で敗れて5位だった。今回娘と初めて離れることになったが、「（帰宅したら）とりあえずギュッとしてチューします」と娘を思いやった。また、東京オリンピックに関しては、「自信はないが、1パーセントでも可能性がある限り、懸けていきたい」「私の人生は続く。（東京五輪に）出られなかったら2人目（の子供を）を作ります」とコメントした。8月の強化合宿の際には世界選手権2位の芳田司と乱取りを行った。普段の出稽古では自ら芳田に乱取りを申し出るも、今回は芳田の申し出を受ける形となった。その際に芳田は次のように語った「強い。松本さんは（昨年6月に長女を）出産しても、出産前と変わらない力強さがある。自分自身にも気合が入る」。リオデジャネイロオリンピック以来2年ぶりの個人戦となった8月の実業個人選手権では、準決勝で石川を技ありで破るも決勝で自衛隊体育学校の金子瑛美に技ありで敗れた。試合後には、「自信にはなったけど、勝ちに行く練習ができていなかったことが試合中に分かってしまい、（負けて）笑ってしまった」とコメントした。11月の講道館杯では初戦で東京学芸大学3年の高野綺海と対戦すると、GS含めて9分以上の戦いの末に合技で敗れた。試合後には引退を示唆する次のようなコメントを発した。「勝ちにいく気持ちがなかったので負けた。悔しさがないので、勝負師としては次の段階に行っているのかなと思う。（東京五輪の可能性は）負けたので0％。」「私が居続けても柔道が衰退すると思った。若い子たちも自覚を持ってできているので」。

### 2019年
2019年2月には現役引退を正式に表明した。引退会見では、ロンドンオリンピックでの優勝が競技人生で一番印象に残っているとした上で、昨年11月の講道館杯初戦で敗れた際に、「私の優先順位の一番が柔道より子どもになった。闘争心もなくなってきて、競技者としては終わったと気付いた。子育てと両立しながら『野獣』としての自分を維持していくのは難しかった」と感じたことが引退を決意した理由だと語った。また、漫画のキャプテン翼ではボールが友達であるように、その競技が好きでないとダメだと思って、『柔道が好きだ』『柔道が好きだ』とずっと思い続けてきたが、いざ引退してみると、別に好きでも嫌いでもなかったことに気付いたという。自分にとっての柔道は目標であり夢であっただけで、それを通して成長できたという意味において、「教育柔道」だったとの認識を示した。12月3日には第2子となる長男を出産した。この際に、「ママ似です。令和の子野獣が生まれました」と語った。

## 世界ランキング
- 世界ランキングの年度別変遷

|      | 2009年 | 2010年 | 2011年 | 2012年 | 2013年 | 2014年 | 2015年 | 2016年 | 2017年 |
| ---- | ------ | ------ | ------ | ------ | ------ | ------ | ------ | ------ | ------ |
| 順位 | 3      | 1      | 1      | 1      | 15     | 13     | 4      | 10     | 66     |

(出典、JudoInside.com)

## 主な戦績
| 年月       | 大会                                 | 成績 |
| ---------- | ------------------------------------ | ---- |
| 2001年8月  | 全中                                 | 3位  |
| 2002年8月  | 全中                                 | 優勝 |
| 2004年8月  | インターハイ                         | 優勝 |
| 2005年1月  | ブルガリア国際                       | 3位  |
| 2005年8月  | ドイツジュニア国際                   | 優勝 |
| 2005年9月  | 全日本ジュニア                       | 優勝 |
| 2006年8月  | ドイツジュニア国際                   | 3位  |
| 2006年9月  | 全日本ジュニア                       | 優勝 |
| 2006年10月 | 世界ジュニア                         | 5位  |
| 2007年2月  | ベルギー国際                         | 3位  |
| 2007年6月  | 優勝大会                             | 2位  |
| 2007年11月 | 講道館杯                             | 優勝 |
| 2007年12月 | 嘉納杯                               | 3位  |
| 2008年4月  | 選抜体重別                           | 優勝 |
| 2008年4月  | アジア選手権                         | 優勝 |
| 2008年10月 | 世界団体                             | 優勝 |
| 2008年10月 | 学生体重別                           | 優勝 |
| 2008年12月 | 嘉納杯                               | 優勝 |
| 2009年2月  | グランドスラム・パリ                 | 3位  |
| 2009年2月  | ワールドカップ・ウィーン             | 優勝 |
| 2009年2月  | グランプリ・ハンブルク               | 3位  |
| 2009年4月  | 選抜体重別                           | 優勝 |
| 2009年5月  | グランドスラム・モスクワ             | 優勝 |
| 2009年6月  | 優勝大会                             | 優勝 |
| 2009年8月  | 世界選手権                           | 5位  |
| 2009年11月 | 講道館杯                             | 2位  |
| 2009年12月 | グランドスラム・東京                 | 2位  |
| 2010年1月  | ワールドマスターズ                   | 優勝 |
| 2010年2月  | グランドスラム・パリ                 | 優勝 |
| 2010年2月  | グランプリ・デュッセルドルフ         | 優勝 |
| 2010年4月  | 選抜体重別                           | 2位  |
| 2010年5月  | グランドスラム・リオ                 | 優勝 |
| 2010年6月  | 実業団体2部                          | 優勝 |
| 2010年9月  | 世界選手権                           | 優勝 |
| 2010年11月 | アジア大会                           | 優勝 |
| 2010年12月 | グランドスラム・東京                 | 優勝 |
| 2011年1月  | ワールドマスターズ                   | 2位  |
| 2011年2月  | グランプリ・デュッセルドルフ         | 2位  |
| 2011年4月  | 選抜体重別                           | 優勝 |
| 2011年6月  | 実業団体2部                          | 優勝 |
| 2011年8月  | 世界選手権                           | 3位  |
| 2011年8月  | 世界団体                             | 2位  |
| 2011年11月 | 講道館杯                             | 2位  |
| 2011年12月 | グランドスラム・東京                 | 優勝 |
| 2012年1月  | ワールドマスターズ                   | 優勝 |
| 2012年2月  | グランプリ・デュッセルドルフ         | 優勝 |
| 2012年5月  | 選抜体重別                           | 2位  |
| 2012年7月  | ロンドン五輪                         | 優勝 |
| 2013年8月  | 実業選手権                           | 3位  |
| 2013年11月 | 講道館杯                             | 優勝 |
| 2014年2月  | グランプリ・デュッセルドルフ         | 優勝 |
| 2014年6月  | グランプリ・ブダペスト               | 優勝 |
| 2014年12月 | グランドスラム・東京                 | 優勝 |
| 2015年2月  | ヨーロッパオープン・オーバーヴァルト | 優勝 |
| 2015年4月  | 選抜体重別                           | 優勝 |
| 2015年7月  | グランプリ・ウランバートル           | 3位  |
| 2015年8月  | 世界選手権                           | 優勝 |
| 2016年2月  | グランプリ・デュッセルドルフ         | 優勝 |
| 2016年4月  | 選抜体重別                           | 3位  |
| 2016年8月  | リオデジャネイロオリンピック         | 3位  |
| 2018年6月  | 実業団体2部                          | 5位  |
| 2018年8月  | 実業選手権                           | 2位  |

(出典、JudoInside.com)

## 国際大会での連勝記録
2010年は1月のワールドマスターズ2010から12月のグランドスラム・東京2010まで国際大会では7大会連続優勝で総計34連勝を記録して、1年間を国際大会無敗で過ごすことになった。しかし2011年1月のワールドマスターズ2011の決勝で敗れたため、国際大会での優勝は7大会連続優勝でストップすることになった。また、国際大会での連勝記録も37連勝でストップと相成った。
日本の女子選手では谷亮子が1996年12月の福岡国際から2007年9月の世界選手権まで約11年9ヶ月かけて13大会連続優勝(個人戦のみの記録で団体戦は含まないが、団体戦を含めるとワールドカップ団体戦に2度出場して、そこではそれぞれ3位及び5位と敗れているので、それ以降に出場した1999年1月の福岡国際から10大会連続優勝ということになる)を果たしているが、それに次ぐ記録となった（他にも、48 kg級の浅見八瑠奈は2009年1月のワールドカップ・ソフィアから2010年2月のワールドカップ・ブダペストまでの約1年1ヶ月、また、52 kg級の中村美里は2009年2月のググランプリ・ハンブルクから2010年5月のグランドスラム・リオまでの約1年3ヶ月の間に、それぞれ国際大会で7大会連続優勝を成し遂げている、但し浅見の場合はユニバーシアード団体戦での優勝も含めると8大会連続となる）。
さらに外国選手に対する連勝記録としては、2009年12月のグランドスラム・東京2回戦から2011年1月のワールドマスターズ準決勝まで35連勝を記録することとなった。なお、テレビ東京がグランドスラム・東京2011の放映において松本に言及した際(2011年12月10日放送分)、松本は対外国人選手との戦いで34連勝を記録したと報じたが、実際には2009年12月のグランドスラム・東京20092回戦から2011年1月のワールドマスターズ2011準決勝までの約1年1ヶ月の間に35連勝しており、34連勝というのは誤報である。(参考資料：ベースボールマガジン社発行の近代柔道バックナンバー、全柔連ホームページの大会結果)。
| 連勝数                                                    | ラウンド                                    | 対戦相手                                    | 内容                                        |                                             |                                             |                                             |
| ワールドマスターズ2010 (2010年1月16日) 優勝               | ワールドマスターズ2010 (2010年1月16日) 優勝 | ワールドマスターズ2010 (2010年1月16日) 優勝 | ワールドマスターズ2010 (2010年1月16日) 優勝 | ワールドマスターズ2010 (2010年1月16日) 優勝 | ワールドマスターズ2010 (2010年1月16日) 優勝 | ワールドマスターズ2010 (2010年1月16日) 優勝 |
| --------------------------------------------------------- | ------------------------------------------- | ------------------------------------------- | ------------------------------------------- | ------------------------------------------- | ------------------------------------------- | ------------------------------------------- |
| 1                                                         | 1回戦                                       | 朱柱蓉 (中国)                               | 一本勝ち (横四方固)                         |                                             |                                             |                                             |
| 2                                                         | 準々決勝                                    | ブクバラ (ギリシャ)                         | 一本勝ち (小内巻込)                         |                                             |                                             |                                             |
| 3                                                         | 準決勝                                      | カラカス (ハンガリー)                       | 一本勝ち (上四方固)                         |                                             |                                             |                                             |
| 4                                                         | 決勝                                        | 宇高菜絵 (日本)                             | 優勢勝ち (指導2)                            |                                             |                                             |                                             |
| グランドスラム・パリ2010 (2010年2月6日) 優勝              |                                             |                                             |                                             |                                             |                                             |                                             |
| 5                                                         | 1回戦                                       | イスラスバレホ (メキシコ)                   | 一本勝ち (袖釣込腰)                         |                                             |                                             |                                             |
| 6                                                         | 2回戦                                       | ラリッツァ (フランス)                       | 一本勝ち (横四方固)                         |                                             |                                             |                                             |
| 7                                                         | 準々決勝                                    | ロコ (フランス)                             | 一本勝ち (大内刈)                           |                                             |                                             |                                             |
| 8                                                         | 準決勝                                      | カラカス (ハンガリー)                       | GS技あり優勢勝ち (浮腰)                     |                                             |                                             |                                             |
| 9                                                         | 決勝                                        | リボー (フランス)                           | 一本勝ち (腕挫十字固)                       |                                             |                                             |                                             |
| グランプリ・デュッセルドルフ (2010年2月20日) 優勝         |                                             |                                             |                                             |                                             |                                             |                                             |
| 10                                                        | 1回戦                                       | レギス (イギリス)                           | 一本勝ち (横四方固)                         |                                             |                                             |                                             |
| 11                                                        | 2回戦                                       | フランセン (オランダ)                       | 一本勝ち (小外掛)                           |                                             |                                             |                                             |
| 12                                                        | 準々決勝                                    | サブルディナ (ロシア)                       | 一本勝ち (縦四方固)                         |                                             |                                             |                                             |
| 13                                                        | 準決勝                                      | 徳久瞳 (日本)                               | 一本勝ち (合技)                             |                                             |                                             |                                             |
| 14                                                        | 決勝                                        | モンテイロ (ポルトガル)                     | 一本勝ち (送襟絞)                           |                                             |                                             |                                             |
| グランドスラム・リオデジャネイロ2010 (2010年5月22日) 優勝 |                                             |                                             |                                             |                                             |                                             |                                             |
| 15                                                        | 1回戦                                       | ファルコ (ブラジル)                         | 一本勝ち (横四方固)                         |                                             |                                             |                                             |
| 16                                                        | 2回戦                                       | メルニコワ (ロシア)                         | 一本勝ち (横四方固)                         |                                             |                                             |                                             |
| 17                                                        | 準々決勝                                    | クインタバレ (イタリア)                     | 一本勝ち (袖釣込腰)                         |                                             |                                             |                                             |
| 18                                                        | 準決勝                                      | フィルツモザー (オーストリア)               | 優勢勝ち (指導2)                            |                                             |                                             |                                             |
| 19                                                        | 決勝                                        | モンテイロ (ポルトガル)                     | 優勢勝ち (指導2)                            |                                             |                                             |                                             |
| 2010年世界柔道選手権大会 (2010年9月11日) 優勝             |                                             |                                             |                                             |                                             |                                             |                                             |
| 20                                                        | 1回戦                                       | ボンチャルー (タイ)                         | 一本勝ち (腕十字固)                         |                                             |                                             |                                             |
| 21                                                        | 2回戦                                       | ベンステッド (オーストラリア)               | 一本勝ち (大外刈)                           |                                             |                                             |                                             |
| 22                                                        | 3回戦                                       | パヴィア (フランス)                         | GS一本勝ち (横四方固)                       |                                             |                                             |                                             |
| 23                                                        | 準々決勝                                    | ルペティ (キューバ)                         | 有効優勢勝ち (谷落)                         |                                             |                                             |                                             |
| 24                                                        | 準決勝                                      | カプリオリウ (ルーマニア)                   | 一本勝ち (横四方固)                         |                                             |                                             |                                             |
| 25                                                        | 決勝                                        | モンテイロ (ポルトガル)                     | GS一本勝ち (小外刈)                         |                                             |                                             |                                             |
| 2010年アジア大会 (2010年11月15日) 優勝                    |                                             |                                             |                                             |                                             |                                             |                                             |
| 26                                                        | 1回戦                                       | ライ (ネパール)                             | 一本勝ち (小外掛)                           |                                             |                                             |                                             |
| 27                                                        | 準々決勝                                    | テン (カザフスタン)                         | 一本勝ち (上四方固)                         |                                             |                                             |                                             |
| 28                                                        | 準決勝                                      | 林妍姫 (北朝鮮)                             | 有効優勢勝ち (小外刈)                       |                                             |                                             |                                             |
| 29                                                        | 決勝                                        | 金珍迪 (韓国)                               | 有効優勢勝ち (小外刈)                       |                                             |                                             |                                             |
| グランドスラム・東京2010 (2010年12月12日) 優勝            |                                             |                                             |                                             |                                             |                                             |                                             |
| 30                                                        | 1回戦                                       | カーミッシェル (アメリカ)                   | 一本勝ち (崩上四方固)                       |                                             |                                             |                                             |
| 31                                                        | 2回戦                                       | フランセン (オランダ)                       | 技あり優勢勝ち (小外刈)                     |                                             |                                             |                                             |
| 32                                                        | 準々決勝                                    | 佐藤愛子 (日本)                             | GS優勢勝ち (判定2-1)                        |                                             |                                             |                                             |
| 33                                                        | 準決勝                                      | 連珍羚 (台湾)                               | GS一本勝ち (崩上四方固)                     |                                             |                                             |                                             |
| 34                                                        | 決勝                                        | 平井希 (日本)                               | GS一本勝ち (横四方固)                       |                                             |                                             |                                             |
| ワールドマスターズ2011 (2011年1月15日) 2位                |                                             |                                             |                                             |                                             |                                             |                                             |
| 35                                                        | 1回戦                                       | ハイン (ドイツ)                             | 一本勝ち                                    |                                             |                                             |                                             |
| 36                                                        | 準々決勝                                    | パヴィア (フランス)                         | 技あり優勢勝ち                              |                                             |                                             |                                             |
| 37                                                        | 準決勝                                      | ベロリン (スペイン)                         | 一本勝ち (横四方固)                         |                                             |                                             |                                             |

## 有力選手との対戦成績
| 国籍                     | 選手名                     | 内容                              |
| ------------------------ | -------------------------- | --------------------------------- |
| 日本の旗                 | 佐藤愛子                   | 6勝1敗 (6勝のうち5勝がGSでの勝利) |
| 日本の旗                 | 宇高菜絵                   | 5勝3敗                            |
| 日本の旗                 | 石川慈                     | 1勝2敗                            |
| 日本の旗                 | 山本杏                     | 2勝                               |
| 日本の旗                 | 芳田司                     | 1勝                               |
| ポルトガルの旗           | テルマ・モンテイロ         | 7勝2敗                            |
| フランスの旗             | オトーヌ・パヴィア         | 5勝                               |
| ブラジルの旗             | ラファエラ・シルバ         | 4勝2敗                            |
| ルーマニアの旗           | コリーナ・カプリオリウ     | 6勝1敗                            |
| モンゴルの旗             | ドルジスレン・スミヤ       | 4勝2敗                            |
| キューバの旗             | ユリスレイディス・ルペティ | 2勝1敗                            |
| オーストリアの旗         | サブリナ・フィルツモザー   | 3勝2敗                            |
| チャイニーズタイペイの旗 | 連珍羚                     | 6勝1敗                            |
| 大韓民国の旗             | 金ジャンディ               | 2勝                               |
| アメリカ合衆国の旗       | マルティ・マロイ           | 1敗                               |

(参考資料：ベースボールマガジン社発行の近代柔道バックナンバー、JudoInside.com等)

## IJFワールド柔道ツアーにおける獲得賞金一覧
| 大会                                 | 開催日         | 順位          | 獲得賞金   |
| ------------------------------------ | -------------- | ------------- | ---------- |
| グランドスラム・パリ2009             | 2009年2月7日   | 3位           | 1,500ドル  |
| グランプリ・ハンブルク               | 2009年2月21日  | 3位           | 1,000ドル  |
| グランドスラム・モスクワ2009         | 2009年5月31日  | 優勝          | 5,000ドル  |
| グランドスラム・東京2009             | 2009年12月13日 | 2位           | 3,000ドル  |
| ワールドマスターズ2010               | 2010年1月16日  | 優勝          | 6,000ドル  |
| グランドスラム・パリ2010             | 2010年2月6日   | 優勝          | 4,000ドル  |
| グランプリ・デュッセルドルフ         | 2010年2月21日  | 優勝          | 3,000ドル  |
| グランドスラム・リオデジャネイロ2010 | 2010年5月21日  | 優勝          | 5,000ドル  |
| 2010年世界柔道選手権大会             | 2010年9月11日  | 優勝          | 6,000ドル  |
| グランドスラム・東京2010             | 2010年12月12日 | 優勝          | 5,000ドル  |
| ワールドマスターズ2011               | 2011年1月15日  | 2位           | 4,000ドル  |
| グランプリ・デュッセルドルフ         | 2011年2月20日  | 2位           | 2,000ドル  |
| グランドスラム・東京2011             | 2011年12月10日 | 優勝          | 5,000ドル  |
| ワールドマスターズ2012               | 2012年1月14日  | 優勝          | 6,000ドル  |
| グランプリ・デュッセルドルフ         | 2012年2月18日  | 優勝          | 3,000ドル  |
| グランプリ・デュッセルドルフ         | 2014年2月21日  | 優勝          | 3,000ドル  |
| グランプリ・ブダペスト               | 2014年6月21日  | 優勝          | 3,000ドル  |
| グランドスラム・東京2014             | 2014年12月5日  | 優勝          | 4,000ドル  |
| グランプリ・ウランバートル           | 2015年7月3日   | 3位           | 800ドル    |
| 2015年世界柔道選手権大会             | 2015年8月26日  | 優勝          | 7,200ドル  |
| グランプリ・デュッセルドルフ         | 2014年2月21日  | 優勝          | 2,400ドル  |
| 総計 / 21大会                        | 総計 / 21大会  | 総計 / 21大会 | 79,900ドル |

- 日本選手の場合は、獲得賞金の半分は全柔連の取り分となっていたが、2013年3月からは競技者規定が改訂されて、賞金は全額選手が受け取れることになった[151]。なお、2010年のグランドスラム・パリの場合は、獲得賞金の20%がコーチの取り分となったので、3位の賞金は1,500ドルではなく1,200ドルとなった[152]。2011年の世界選手権ではメダリストに賞金ではなく贈り物が与えられた[153]。2014年7月からはIJF主催の各大会でコーチにも賞金が支給されるようになったために、選手の賞金が従来の2割減となった[154]。

## 柔道スタイル
右組み手から大外刈、小外刈、袖釣込腰などをよく繰り出す。特に2010年頃からは小外刈を頻繁に見せるようになった。但し本人によれば、最も得意としているのは大外刈だという。以前は組み手のことをあまり考えたことはなかったが、最近は持ちたいところをいかに持てるようになれるかを色々と研究するようになった。
外国の強豪選手相手でも組み勝つケースが多い反面、受けは必ずしも強い方ではない。立ち技はあまり切れる方ではないが、立ち技で相手を崩したりポイントを奪うと、すかさず抑込技に持ち込み一本を取る堅実さを持ち合わせている。寝技は抑込技だけでなく、絞め技や関節技も使いこなせる。日本の女子選手は寝技の巧い選手が多いが、その中でも特に巧い選手である。関節技を得意とするライバルのテルマ・モンテイロでさえも松本との寝技勝負になるとすかさず場外に逃げる姿勢を見せる。なお、強敵としてモンテイロ、オトーヌ・パヴィア、ラファエラ・シルバの名を挙げている。特にモンテイロは肉体的にも精神的に自分に似ており、最も嫌な相手だという。

## 人物

### 身体能力
- 握力は右36kg、左39kg [5]。
- 子供の頃から体を動かすのが大好きで、スケートボードやキャッチボールによく興じたりする。50mを7秒0で走る[5][158]。
- ロンドンオリンピック前の強化合宿で、一定のスピードで20mの間隔を往復してその回数を競うシャトルランに取り組んで125回を記録した。これは男子大学生のバスケットボール選手並の数字だという[159]。
- 減量がほとんどないので試合後半になってもスタミナが持続して、その点では他の選手より有利だという[160]。

### 考え方など
- 親からは「頭下げるな」「下を向いていてもいいことはない。どんなときでも消極的になるな」と教えられ育ってきた[8]。
- 松本家のモットーは、「一番以外はビリと同じ」[161]。
- 柔道で海外遠征をするようになると、母親から「薫はいろんな所に行けていいね」と言われた。その時に将来オリンピックに連れて行くことを約束したという。「7人家族の私の家では、両親はいつも働きづめだった。旅行なんてなかった。連れて行くとしたら、柔道しかないと思っていた。それで、『オリンピックに連れて行く』と約束をしました」[162][163]。
- 子供の頃は勝ちたいと言う気持ちを持ち合わせていなかったため他の選手も気にならず、さらには、柔道に取り組んでいる自分にも、柔道自体にも何も求めていなかったためスランプに陥ったことはないという[10]。
- それまではきつい練習をすることによって強くなるとばかり考えていたが、大学2年の時に監督である稲田やチームメイトが楽しんで柔道に取り組んでいるのに気付いて、きついとは思わず楽しんで取り組めばよいと考えるようになってから、気が楽になって結果を出し始めたという[5]。
- 2009年あたりまではアイスクリームやチョコレートなどお菓子を主食にするというジャンクフード中心の食生活を送っていたことも影響してか頻繁に骨折をしていたが、それ以降は食生活の改善に努めるようになり、ケガもしなくなってきたという[155][164]。
- 2010年の世界選手権日本代表になった際の記者会見において、他の代表選手が好きな言葉として「不屈」、「努力」などといった如何にもな言葉を色紙に認めるなか、「空」という言葉を書いた。その言葉を書いた理由を尋ねられると、「好きな物かと思って…。でも空は好きです」と返答した[165]。
- ロンドンオリンピックから帰国後メダリストとして東日本大震災の被災地を訪れた際、会場から「憧れの選手はいますか？」との問いに、松本は「目指しているのはドラゴンボールの孫悟空」と答えている[166]。
- 自らについては寂しがり屋の反面、多くの人と一緒にいたり、誰かとべったりし続けるのが苦手で、結構面倒な性格だと語っている。一方、2010年の世界選手権63kg級で2位になった了徳寺柔道クラブの田中美衣は、気軽に連絡を取り合って食事に誘える同じ年の数少ない友達だという[167]。
- 元テニス選手でタレントの松岡修造のインタビューを受けた際に、｢野獣｣には意識的に変貌していくと語った。試合の1ヶ月前になると、女性用品の着用をやめて“女を捨てる”と、縄文時代の狩りをする男をイメージして男らしく振舞う。さらに、1週間前には山や空、風などのエネルギーを体に取り込み自然と一体化して、男でも女でもない状態になり、本能にひたすら従って“勝ちたい”という気持ちだけになっていくという[168]。
- リオデジャネイロオリンピック女子柔道代表チームを「おでんジャパン」と命名した。リリー・フランキー原作の餅巾着をモチーフにしたおでんくんのキャラクターに、78kg級代表である環太平洋大学4年の梅木真美が似ていることもあって、そのように名付けた。また、自分たち先輩がだしになって、年少の梅木を良い具材に仕立てあげていくという[169]。
- アスリートで強い奴は大体お尻が強いと言い、カンチョーされてもトップアスリートの人はお尻に指が入らないカンチョーが強さのバロメーターという持論を展開している[170]。その裏付けとして、サッカーの長友佑都選手にカンチョーをしたところ、むしろ指がダメージを負うほどの高い防御力に阻まれ[171][172]、レスリングの吉田沙保里にも、カラオケ中の不意打ちを狙ってカンチョーをお見舞いしたところ[172]、指は入っても、途中でキュッと締め付けられた指が尻から抜けなかったという[171]。松本は骨盤底筋が上がって、腹横筋、副斜筋、腹直筋って順番に力を入れて」「骨盤底筋と全部連動してるから、尻の筋肉でカンチョーを阻止出来るほどのアスリートは強いと説明している[171][173]。

### 周囲からの評価
- 女子代表監督の園田隆二に「野性児」と呼ばれるだけあって、それまでは直情型の攻撃スタイルに走りがちだったが、2009年の世界選手権を契機に、野性味あふれる攻撃のみならず自らをコントロールして冷静に対処する術も身に付け始めるようになった[174]。
- かつて東福岡柔道教室で谷亮子を指導していた帝京大学女子柔道部監督の稲田明をして、「松本は、野性味のあるオオカミ。獲物を狙うような目にほれた。そんな目をした子は初めて見た」と言わしめた[175]。
- その野性味あふれる顔つきや柔道スタイルから、一部のマスメディアによって「野獣」「野生児」、海外メディアからは「アサシン（暗殺者）」というニックネームを付けられている[176][177]。本人はもののけ姫と呼んでほしいと主張した[178]。
- Ippon.TV の実況を務めるシェルドン・フランコ＝ロックスが、試合会場で常に鋭い眼差しを向ける松本のことを、度々「アサシン」と形容していた。もともとは2010年の世界選手権で同じく実況を務めていたデイヴィッド・マックフォールがこのような表現を使い始めた[179]。
- 上記のような野性味あふれるイメージとは違い、大学時代の同級生からは「普段はどちらかと言うと天然」と松本を評している[180]。
- ロンドンオリンピックにおける松本の活躍を見てロック歌手の矢沢永吉は、「何が何でも金を獲るというあの目つき。カッコよかったです」「アレには先方（相手選手）もびびったんじゃないの！」[181]、歌手で俳優の泉谷しげるは、「『野獣』松本薫にはコーフンした！(笑) あの獲物を捕らえる『鋭い目つき』は久しぶり！」「今どきっ子って、けっしてギラギラしないだろーと勝手にキメつけてはイカンなぁ(笑)。若くて凄くてナリフリかまわずのチカラこそに美しさを感じるのは今もムカシもないのだな〜！」[182]、プロ野球の東北楽天ゴールデンイーグルスの監督だった星野仙一は、「彼女はええ目つきをしとる。あれぐらいじゃなきゃ、世界で戦えん」「講演だけじゃ分からんから、ウチのやつらに稽古をつけてもらいたい。まったくかなわんやろうけどな。道着で締め上げてほしいよ」[183]と、それぞれ感想を述べた。
- 2010年の世界選手権52kg級で優勝した了徳寺学園職員の西田優香によれば、松本はケーキづくりが上手など女の子らしいところも一杯あるという。また、イベントや旅行を正確な段取りで全て取り仕切り、周囲への配慮にも余念がない。｢松本にあるのは野生というより才能。緻密で努力家。なるべくしてなったチャンピオン｣だと評している[184]。
- 大学の4年後輩で同じベネシード所属の池田彩華は、2011年4月以来約8年にわたって松本のトレーニングパートナーを務め続けて松本を支えてきた。松本の引退と同時に自身も選手を引退すると、会社が立ち上げたアイスクリーム店に松本とともに携わることが決まった[185]。

### その他
- 本人によると帝京大学2年の時、「大学の道場で麦茶の入ったクーラーボックスから体長約7cmほどの全身緑色をした妖精が顔を出して、辺りを見渡しながら何処かへ飛んでいった光景を目撃した」と、俄かには信じがたい話を強化合宿における公開練習の際に語った。さらに、「その妖精が見守ってくれているから世界選手権での2連覇も大丈夫だ」と続けて話した[186]。
- ロンドンオリンピックの帰国後に行われたイベントでは、会場に来ていた子供から妖精を見る方法を尋ねられた。それについて、「普通に飛んでくるので、それをジッと見ていれば、見られます」と答えている[187]。
- シドニーオリンピックの女子マラソンで金メダルを獲得した高橋尚子との対談では、ロンドンオリンピック後の周囲の変化について次のように語った。「以前とは全然違いますよ。ロンドンに向けて出発するとき、「行ってらっしゃい」って、成田で誰も見送ってくれなかったのに、帰国したら大勢の人が「お帰りなさい」って大歓迎ですよ（笑）。エッ？こんなに私の周りに人がいたの？って、それが驚きでした。それと“ジロジロ度”です。ラーメン屋さんでラーメン食べているときも、「松本、ラーメンなう」ってツイートされるし、周りが気になって気になって。いい意味での窮屈ですけどね。」[188]。
- 子供の頃は忍者戦隊カクレンジャーのファンで、よく「カクレンジャーごっこ」をしていたという[80]。
- 地元金沢にいたころは、飼い猫が兼六園の方から銜えてきたというハクビシンを飼っていて、時々一緒に散歩をすることもあったという。しかし、そのハクビシンはなかなか懐かなかったので、世話に奮闘するうちに自然に野生の勘や動物的な攻撃のタイミングを体得していったのではないかとの指摘もなされている[189][190][191]。
- 色黒なので、蝉が自分のことを木と間違えて止まってくることもあり、虫嫌いなこともあって、その時はさすがに恐怖を覚えたという[192]。
- ロンドンオリンピック優勝後のインタビューではビッグパフェが食べたいと何度も発言して話題になると[193]、帰国後にはテレビ番組で理想のタイプだともいう俳優の小泉孝太郎に特大パフェを食べさせてもらった[194]。
- 理想の男性像を尋ねられると、次のように答えた。「イケメンで爽やかで、料理ができて、掃除ができて、マッサージをしてくれて、一緒に遊んでくれて、走ってくれて、スマートで…福山雅治みたいな！」[195]。
- フランスの柔道雑誌であるL'Esprit du Judoにおいて、オリンピック後は柔道のコーチか天文学者かパティシエになりたいと語った[196]。しかし、その後の月刊武道とのインタビューにおいて、パティシエになりたいと言った覚えはないと否定した。また、お菓子は作るより食べる方が好きだとも付け加えた。さらに、得意料理は豆板醤を使った本格的な麻婆豆腐だと語った[197]
- 観光庁が応援していることをホームページで表明している[198]。
- 自身の腹筋がバスケットボールのように割れているため、ビキニが着れない」という悩みがあることを明かしている[199]。
- 自身の子供にはそろばんを習わせたいと思っている[200]。
- スーパー外科医が活躍するヒット医療ドラマ『ドクターX〜外科医・大門未知子〜』の主人公のモデルとなった。脚本家の中園ミホが、どんな主人公にするか悩んでいた際に、ちょうどその頃、開催中だったロンドンオリンピックで金メダリストとなった松本が、テレビ番組とのインタビューで、「私、ミスはしないの」ときっぱり答えているのを見て、主人公のイメージが立ち上がってきたという[201]。
- 2018年3月には在住している多摩市の交通広告のモデルに、「ダイヤ改正が嬉しすぎてメイクもヘアースタイルもファッションもキュンキュンなTAMA美人」という名目で起用されることになった。京王電鉄や小田急電鉄の車内や駅構内で広告が掲出された[202]。
- 引退直後の2019年2月には、高田馬場にある東京富士大学の1階に所属先のベネシードがオープンするアイスクリーム店の「ダシーズ ギルトフリーアイスクリームラボ」に、スタッフとして勤務することになった。2012年7月のロンドンオリンピックで優勝した後は1日に4食も大好物のパフェを食べていたが、この際に減量に適したもっと体に良いアイスクリームがあったらみんなを笑顔にできるのにと考えたのが、アイスクリームつくりにかかわりたいと思うきっかけとなった。なお、お奨めの一品は「豆乳焦がしキャラメル」だと語った[203][204][205]。
- 2023年10月には石川県によりスポーツ大使に選ばれた[206]。

## 書籍
- 松本薫『夢をつなぐ』アスペクト 2012年 ISBN 475722110X

## メディア出演

### 映画
- ドラゴンボールZ 神と神（2013年3月30日公開） - 白バイ警察官 役（声の出演）※本人をモチーフにしている[207]。

### テレビ
- まる得マガジン 「野獣・松本薫の罪なきスイーツ」(NHK Eテレ、2012年9月)
- ぽかぽか （フジテレビ、2023年1月13日、2023年2月10日）

### テレビドラマ
- 心はロンリー気持ちは「…」FINAL（フジテレビ、2024年4月27日） - 三竹由真 役[208]